# Leza de Río Leza
Leza de Rio Leza és una població de La Rioja (Espanya) situada a la conca del Riu Leza. Segons l'INE l'any 2005 tenia 45 habitants. Limita al nord i est amb Ribafrecha, al sud amb Soto en Cameros (llogaret de Trevijano) i amb Lagunilla del Jubera (llogarets de Villanueva de San Prudencio i Zenzano), i a l'oest amb Clavijo.